# مگس‌گیر دارچینی
مگس‌گیر دارچینی (نام علمی: Pyrrhomyias cinnamomeus) گونه‌ای از پرندگان تیرهٔ ژیان‌مرغان و تنها عضو از سردهٔ Pyrrhomyias است.
در ونزوئلا، کلمبیا، اکوادور، پرو، بولیوی و شمال غربی آرژانتین یافت می‌شود. زیستگاه طبیعی آن جنگل‌های کوهستانی نمناک نیمه‌گرمسیری یا گرمسیری است.